# Отто Гюнше
Отто Гюнше (нім. Otto Günsche; 24 вересня 1917, Єна — 2 жовтня 2003, Ломар) — штурмбанфюрер СС, ад'ютант Адольфа Гітлера.

## Біографія
У 1936 році переведений в команду супроводу СС. У 1940—1941 роках — офіцер-ординарець. У 1941—1942 роках навчався в офіцерській академії СС (Бад-Тельц). У складі «Лейбштандарта СС Адольф Гітлер» брав участь в боях на радянсько-німецькому фронті, командир моторизованої роти. З 12 січня 1943 року — особистий ад'ютант Адольфа Гітлера по військах СС. У серпні 1943 року знову направлений на радянсько-німецький фронт. З 6 лютого 1944 року відкликаний в Ставку і знову призначений ад'ютантом фюрера, з 1 липня 1944 року служив в «Лейбштандарті СС Адольф Гітлер». 30 квітня 1945 року одержав особисте доручення Гітлера: спалити його труп, після того, як він накладе на себе руки; того ж дня покинув рейхсканцелярію.
2 травня 1945 року Гюнше був узятий в полон радянськими військами. Його допитували співробітники СМЕРШу, вимагаючи від нього зізнатися, куди зник фюрер. У 1950 році засуджений до 25 років ув'язнення. Відбував покарання в Свердловську, в якості виправних робіт брав участь в будівництві палацу культури в Дегтярську. У 1955 році переведений в НДР, в 1956 році звільнений з в'язниці в Бауцені. Незабаром втік до ФРН.

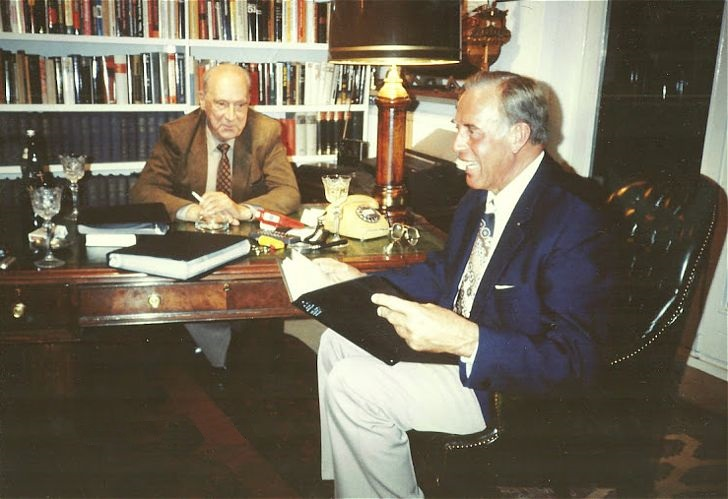
Гюнше (праворуч) і Вільгельм Монке (1999).

Помер 2 жовтня 2003 року в своєму будинку в місті Ломарі поблизу Бонна. Після цього останнім живим свідком смерті Гітлера і його дружини Єви Браун залишався Рохус Міш, який помер 5 вересня 2013 року.

## Звання
- Унтерштурмфюрер СС (21 червня 1942)
- Оберштурмфюрер СС (20 квітня 1943)
- Гауптштурмфюрер (20 квітня 1944)
- Штурмбанфюрер СС (21 грудня 1944)

## Нагороди
- Пам'ятна Олімпійська медаль
- Медаль «У пам'ять 1 жовтня 1938» із застібкою «Празький град»
- Медаль «За Атлантичний вал»
- Медаль «У пам'ять 22 березня 1939 року»
- Залізний хрест
  - 2-го класу
  - 1-го класу (грудень 1943)
- Штурмовий піхотний знак в бронзі
- Нагрудний знак «За поранення»
  - в чорному
  - в сріблі
  - в чорному 20 липня 1944
- Золотий почесний знак Гітлер'югенду
- Хрест Воєнних заслуг 2-го класу з мечами